# Kirchbrak
Kirchbrak település Németországban, azon belül Alsó-Szászország tartományban. Lakosainak száma 947 fő (2023. december 31.).

## Népesség
A település népességének változása:
| Lakosok száma | 980  | 994  | 981  | 962  | 970  | 947  |
|               | 2016 | 2017 | 2019 | 2021 | 2022 | 2023 |